# ピノキオピー
ピノキオピー（ピノキオP、PinocchioP）は、日本の作曲家、ボカロP、イラストレーター、キャラクターデザイナー。
代表曲は「すろぉもぉしょん」「魔法少女とチョコレゐト」「ラヴィット」「神っぽいな」「匿名M」「内臓ありますか」「転生林檎」など。

## 概要
2009年より動画共有サイトにVOCALOIDを用いた楽曲の発表をはじめ、ピノキオPとして活動開始（後にピノキオ「P」ではなくピノキオ「ピー」と表記するようになった）。アルバム『Obscure Questions』で2012年にメジャー・デビュー。名前の由来は、初投稿作品である「ハナウタ」の、鼻が伸びた初音ミクのイラストから。当初は「自分も何か動画をあげたら面白そう」という思いから、探り探りで曲を作り投稿したという。
また、もともと作曲は趣味で漫画家になりたかったが漫画を描くのがしんどくなり、そのときに後述の「ダブルラリアット」を聞き現実逃避として曲を投稿しはじめたとも語っている。
元々電子音のサウンドで人間についてばかり歌っているものが好きだったことと、ニコニコ動画で見たアゴアニキの「ダブルラリアット」から「ボカロにバンドサウンドで人間臭い歌詞を歌わせるのか」という衝撃を受け、現在はボカロ遣いのダンスミュージックから、渋谷的フォークトロニカ、センセーショナルなロックまで、バラエティ豊かな作風を使い分ける。
また、オリジナルキャラクターである「アイマイナ」や「どうしてちゃん」に象徴されるような「曖昧であること」や「疑問を持つ」というテーマ性や独特な歌詞は、筋肉少女帯などの音楽、『月刊漫画ガロ』、特に藤子・F・不二雄の『異色短編集』などの漫画の影響から生まれたと話している。他に影響を受けたアーティストとして、スピッツ・電気グルーヴをあげており、非常に強いリスペクトを抱いている。
現在に至るまでコンスタントに楽曲を発表しつつも、多数のコラボ企画への参加、ライブ開催など多様な活躍を見せる。
2012年にアーケードゲーム「SOUND VOLTEX BOOTH」に楽曲「ごりらがいるんだ」を提供。さらにボーカロイドオペラ『THE END』に、VOCALOIDプログラミングサポートとして参加。
2013年には携帯電話”Xperia feat. HATSUNE MIKU”連動コンセプトCD『ミクスペリエンス e.p.』に楽曲提供を行い、2014 年には、ぺんてる『i＋ × 初音ミク』コラボや「ファミマ×初音ミク 秋のキャンペーン」のテーマソングを担当し、ファミマのキャンペーンではコラボ商品にイラストの提供もしている。
2015年には3DS『初音ミク Project mirai でらっくす』テーマソング「はじめまして地球人さん」を提供している。2015年には前年から本格的に始動したライブ活動の集大成としてワンマンライブを開催し、その模様を収録した『祭りだヘイカモン』をリリース。初音ミクの歌声に自身の生歌をかぶせるという斬新なライブを行っている。
2016年1月にはトヨタ「プリウス」の部品を擬人化した「PRIUS! IMPOSSIBLE GIRLS」にキャラクターイラストを提供した。
2020年1月、ソロプロジェクト「工藤大発見」が始動。この名義ではVOCALOIDではなく、自身の声での歌唱を採用している。

## ディスコグラフィ
※最高位は、オリコンウィークリーチャートに基づく。

### 配信限定シングル
| 発売日         | タイトル                       | アルバム     |
| -------------- | ------------------------------ | ------------ |
| 2016年4月4日   | ぼくらはみんな意味不明         | 零号         |
| 2017年7月1日   | アップルドットコム             | 増殖する今村 |
| 2017年8月28日  | 君が生きてなくてよかった       | 零号         |
| 2017年11月20日 | シックシックシック             | 零号         |
| 2017年12月23日 | ボカロはダサい                 | 増殖する今村 |
| 2018年1月30日  | おばけのウケねらい             | 零号         |
| 2018年4月2日   | ヨヅリナ                       | 零号         |
| 2018年7月9日   | Mei Mei                        | 零号         |
| 2018年8月20日  | 閻魔様のいうとおり             | 零号         |
| 2018年11月20日 | ビューティフルなフィクション   | 零号         |
| 2019年1月22日  | 内臓ありますか                 | 零号         |
| 2019年3月19日  | ぜろ                           | 零号         |
| 2019年7月1日   | 恋による恋のための恋           | ラヴ         |
| 2019年10月16日 | アルティメットセンパイ         | ラヴ         |
| 2020年4月17日  | セカイはまだ始まってすらいない | ラヴ         |
| 2020年7月22日  | 愛されなくても君がいる         | ラヴ         |
| 2019年8月14日  | シークレットひみつ             | ラヴ         |
| 2020年8月31日  | 10年後のボーカロイドのうた     | 寿           |
| 2020年10月16日 | ラヴィット                     | ラヴ         |
| 2020年12月13日 | 404                            | ラヴ         |
| 2021年3月5日   | リアルにぶっとばす             | ラヴ         |
| 2021年6月3日   | ノンブレス・オブリージュ       | ラヴ         |
| 2021年8月6日   | ねぇねぇねぇ。                 | ラヴ         |
| 2021年9月17日  | 神っぽいな                     | META         |
| 2022年1月26日  | コスモスパイス                 | META         |
| 2022年2月25日  | 魔法少女とチョコレゐト         | META         |
| 2022年6月3日   | 転生林檎                       | META         |
| 2022年8月5日   | 余命2：30                      | META         |
| 2022年10月14日 | キラースパイダー               | META         |
| 2023年1月14日  | デビルじゃないもん             | 未収録       |
| 2023年2月17日  | 匿名M                          | META         |
| 2023年5月12日  | 甘噛みでおねがい               | META         |
| 2023年8月18日  | アポカリプスなう               | 未収録       |
| 2023年10月21日 | ポケットのモンスター           | 未収録       |
| 2024年1月26日  | Aじゃないか                    | 未収録       |
| 2024年5月10日  | 嘘ミーム                       | 未収録       |
| 2024年7月20日  | ユーチューバー                 | 未収録       |
| 2024年11月15日 | 僕なんかいなくても             | 未収録       |
| 2025年2月14日  | 超主人公                       | 未収録       |
| 2025年6月27日  | T氏の話を信じるな              | 未収録       |

### アルバム

#### メジャーアルバム
| 枚  | 発売日         | タイトル          | 規格品番       | 規格品番   | 最高位 |
| 枚  | 発売日         | タイトル          | 初回生産限定盤 | 通常盤     | 最高位 |
| --- | -------------- | ----------------- | -------------- | ---------- | ------ |
| 1st | 2012年7月4日   | Obscure Questions | - -            | QWCE-00234 | 19位   |
| 2nd | 2014年12月3日  | しぼう            | UMA-9047-9048  | UMA-1047   | 56位   |
| 3rd | 2016年11月23日 | HUMAN             | UMA-9086-9088  | UMA-1086   | 39位   |
| 4th | 2019年2月27日  | 零号              | UMA-1118       | UMA-1118   | 50位   |
| 5th | 2021年8月11日  | ラヴ              | MUI-0001       | MUI-0001   | 31位   |
| 6th | 2023年5月17日  | META              | MUI-0002       | MUI-0002   | 20位   |

#### ベストアルバム
| 枚  | 発売日       | タイトル                           | 規格品番       | 規格品番 | 最高位 |
| 枚  | 発売日       | タイトル                           | 初回生産限定盤 | 通常盤   | 最高位 |
| --- | ------------ | ---------------------------------- | -------------- | -------- | ------ |
| 1st | 2021年3月3日 | PINOCCHIOP BEST ALBUM 2009-2020 寿 | UMA-9139-41    | - -      | 51位   |

#### ライブアルバム
| 枚      | 発売日        | タイトル                                           | 規格品番       | 規格品番 | 最高位 |
| 枚      | 発売日        | タイトル                                           | 初回生産限定盤 | 通常盤   | 最高位 |
| ------- | ------------- | -------------------------------------------------- | -------------- | -------- | ------ |
| 1st     | 2015年12月9日 | 祭りだヘイカモン                                   | UMA-9070       | UMA-1070 | - -    |
| Digital | 2020年2月28日 | ピノキオピー Live from 五臓六腑 Tour 2019 at Tokyo | - -            | - -      | - -    |

## コンピレーション
| 発売日         | アルバム                                                  | 収録曲                   |
| -------------- | --------------------------------------------------------- | ------------------------ |
| 2011年4月29日  | EXIT TUNES PRESENTS Supernova5                            | ユメネコ                 |
| 2011年7月6日   | EXIT TUNES PRESENTS Vocalonation feat.初音ミク            | 腐れ外道とチョコレゐト   |
| 2011年7月6日   | EXIT TUNES PRESENTS Vocalonation feat.初音ミク            | 神曲                     |
| 2011年10月5日  | UNIVERSE                                                  | 化物宇宙                 |
| 2011年11月9日  | VOCALOID tribute to THE BLUE HEARTS                       | 歩く花                   |
| 2011年12月7日  | 0003:a galaxy odyssey                                     | スケベニンゲン           |
| 2012年1月11日  | VOCALO APPEND feat.初音ミク                               | Floating Shelter         |
| 2012年2月29日  | VOCALO DANCE ～ベスト・アゲ！・トラックス～ feat.初音ミク | 腐れ外道とチョコレゐト   |
| 2012年6月6日   | ELECTLOID feat.初音ミク                                   | マッシュルームマザー     |
| 2012年10月3日  | EXIT TUNES EXIT TUNES PRESENTS Supernova 8                | 週刊少年バイバイ         |
| 2014年5月3日   | VRUSH UP! #07 -siinamota Tribute-                         | ストロボラスト           |
| 2014年7月20日  | GINGA vs U/M/A/A presents “有象無象"                      | 昨日、パンを食べました。 |
| 2015年9月2日   | 初音ミク Project mirai こんぷり～と                       | はじめまして地球人さん   |
| 2015年9月2日   | 初音ミク Project mirai こんぷり～と                       | ありふれたせかいせいふく |
| 2015年10月28日 | Gothic & Horror                                           | たりないかぼちゃ         |
| 2021年10月15日 | キメラ                                                    | サクラノタトゥー         |

## タイアップ
| 発売日         | タイトル                   | タイアップ                        | 出典   |
| -------------- | -------------------------- | --------------------------------- | ------ |
| 2012年1月16日  | ごりらがいるんだ           | SOUND VOLTEX                      | [ 9 ]  |
| 2013年8月28日  | ひとりぼっちのユーエフオー | Xperia                            | [ 10 ] |
| 2014年1月10日  | elf                        | KADOKAWA                          | [ 11 ] |
| 2014年9月30日  | たりないかぼちゃ           | ファミリーマート                  | [ 12 ] |
| 2015年5月28日  | はじめまして地球人さん     | 初音ミク Project mirai でらっくす | [ 13 ] |
| 2016年12月15日 | ウソラセラ                 | CHUNITHM                          | [ 14 ] |
| 2024年11月29日 | がんばれ！くろーむ         | Google Chrome                     | [ 15 ] |

## 楽曲提供
| 発売日         | タイトル                       | アーティスト  |
| -------------- | ------------------------------ | ------------- |
| 2012年4月18日  | ラブソングを殺さないで         | 赤飯          |
| 2014年12月30日 | ヒーローが来ない               | 鹿乃          |
| 2017年11月8日  | 音のカイブツ                   | そらる        |
| 2018年7月5日   | こんにちは、ARuFaです。        | ARuFa         |
| 2019年4月10日  | オトナのピーターパン           | ナナヲアカリ  |
| 2019年5月22日  | ありえんほどフィーバー         | i☆Ris         |
| 2021年1月27日  | 404                            | ころん        |
| 2021年2月22日  | もぐもぐYUMMY!                 | 猫又おかゆ    |
| 2021年7月28日  | 極楽人鳥                       | 島爺          |
| 2021年9月29日  | けものになりたい！             | 超学生        |
| 2021年10月23日 | アイがあるようでないようである | ナナヲアカリ  |
| 2021年10月28日 | カモフラ                       | 浦島坂田船    |
| 2021年12月10日 | ちきゅう大爆発                 | P丸様｡        |
| 2021年12月14日 | ぎぷす                         | Task have Fun |
| 2021年12月14日 | ケルベロス                     | Task have Fun |
| 2022年8月10日  | 九死一生                       | あらき        |
| 2022年9月27日  | ヒポポタマス                   | Gero          |
| 2023年2月20日  | アタシは問題作                 | Ado           |
| 2024年2月22日  | ネコカブリーナ                 | 猫又おかゆ    |
| 2024年6月17日  | プリンセス・キャリー           | 湊あくあ      |
| 2024年7月10日  | シックスセンス・ベル           | 浦島坂田船    |
| 2024年10月2日  | すくりぃむ！                   | P丸様｡        |
| 2024年12月8日  | ゴメンねメディスン             | 紫咲シオン    |

## 参加作品
| 発売日         | タイトル                            | アーティスト          | 担当             |
| -------------- | ----------------------------------- | --------------------- | ---------------- |
| 2011年10月19日 | メルカトル feat.おにゅうP×ピノキオP | Daisy×Daisy           | 編曲             |
| 2012年8月8日   | 週末の恋人 (pinocchiop mix)         | 岡田徹 feat.初音ミク  | 編曲             |
| 2012年11月19日 | 初音ミク＆鏡音リン sings 透明感     | 禁断の多数決          | 調声             |
| 2012年12月26日 | イニシエーション                    | 渋谷慶一郎＆東浩紀    | 調声＆リミックス |
| 2013年11月27日 | ATAK 020 THE END                    | 渋谷慶一郎            | 調声             |
| 2014年8月20日  | しろくまダンス                      | ラムネ(村人P)         | リミックス       |
| 2021年3月25日  | さんさーら！                        | ARuFa                 | 作詞             |
| 2022年2月23日  | デッドヒートストーリー              | 折川悠李(CV.仲村宗悟) | 編曲             |

## その他
- 初音ミクVision（2011年7月20日）
  - √Effectによる「腐れ外道とチョコレゐト」の動画が収録された。
- Vocalo Vision feat.初音ミク（2011年12月21日）
  - MAOによる「マッシュルームマザー」MMDPVが収録された。

- ミク LOVES ファミマ♪キャンペーン 4th Happy Halloween★TRICK or MIKU?（2014年9月30日～10月31日）
  - ファミリーマートと初音ミクのコラボキャンペーン「ハロウィン入門パンプキンスープ」のイラストを担当[16]。
- 初音ミク Project DIVA Arcade（2015年5月28日）
  - 楽曲「はじめまして地球人さん」が配信。ゲーム内のコスチュームデザインも担当[17]。
- PRIUS! IMPOSSIBLE GIRLS（2016年1月18日）
  - キャラクター「ハイブリッドトランスアクスル」「低重心」のイラストを担当[18]。
- プロジェクトセカイ カラフルステージ！feat. 初音ミク（2021年5月22日～6月6日）
  - ハーフアニバーサリー展のイラストを担当[19]。

## ライブ
- アルバム「零号」リリースツアー【五臓六腑】（2019年5月11日～6月28日 - 5公演）
- 2020 SUMMER 八八 -パチパチ-（2020年8月8日 - オンライン）
- 無観客ライブ配信「文明開花」（2020年11月3日 - 浅草花劇場）
- 配信ライブ「ありがとう」（2021年3月9日 - club asia）
- ワンマンライブ「パラレルエッグ」（2022年10月23日 - 浅草花劇場）
- ワンマンライブ「パラレルエッグ + in LIQUIDROOM」（2023年1月28日 - 恵比寿・リキッドルーム）
- ワンマンライブ「MIMIC」（2023年7月29日 - KT Zepp Yokohama）
- 2024 TOUR モンストロ（2024年7月28日～8月23日 - 5公演）
- ASIA TOUR "COMET"（2025年4月19日～5月20日 - 海外5公演 国内2公演）
- ワンマンライブ「CREATURES」（2025年10月11日 - KT Zepp Yokohama）

## 出演
- にゃ〜じっくすてーしょん（2020年8月28日 - YouTube）
- 夜光音楽スペシャル ボカロフェス2022（2022年5月6日 - NHK総合）